# Pleine-Selve (Aisne)
Pleine-Selve is een gemeente in het Franse departement Aisne (regio Hauts-de-France) en telt 166 inwoners (2004). De plaats maakt deel uit van het arrondissement Saint-Quentin.

## Geografie
De oppervlakte van Pleine-Selve bedraagt 6,0 km², de bevolkingsdichtheid is 27,7 inwoners per km².
De onderstaande kaart toont de ligging van Pleine-Selve (Aisne) met de belangrijkste infrastructuur en aangrenzende gemeenten.

## Demografie
Onderstaande figuur toont het verloop van het inwonertal (bron: INSEE-tellingen).

Vanwege een beveiligingsprobleem met de MediaWiki Graph-software is het momenteel niet mogelijk deze grafiek weer te geven. Zodra de software is bijgewerkt zal de grafiek vanzelf weer zichtbaar worden.